# Johann Lucas Huetter
Johann Lucas Huetter (magyarosan: Hutter János Lukács; ? – Eger, 1760), rendi nevén frater Luca egri irgalmas rendi szerzetes és festő, a magyarországi rokokó festészet jellegzetes képviselője. Juniorátusi éve 1754-ben telt le, ekkor szerzetesi fogadalmat tett, és Egerben belépett istenes szent János betegápoló rendjébe.

## Élete
A hagyomány szerint Morvaországból érkezett Magyarországra, ahol 1751 körül már a feldebrői templomban dolgozott.

## Munkássága
Már első, ismert képei tanult, rutinos festőnek láttatják, de bizonytalan, hogy hol tanulta a festészetet. Művészettörténészek elemzései szerint tanára alighanem egy, a bécsi akadémián végzett mester lehetett, festményein ugyanis a 18. század első harmadában a bécsi akadémián elsősorban Paul Troger és tanítványai által népszerűsített stílus és eszköztár hatását ismerik fel. Kompozícióinak előképeként sokszor használta fel nagy európai mesterek rézmetszetekről megismert alkotásait. Festészetével ugyan nem emelkedik ki a kor erősen közepes tehetségű és közepesen felkészült magyarországi mesterei közül, de a bécsi mintákat követő stílusába  figyelmet érdemlően egyéni módon keverte a holland festészet hatását mutató életképek és csendéletek részletesen kidolgozott elemeit.
Tevékenységének mindössze hét esztendeje alatt közel száz képet festett. Változatos műfajokban alkotott derűs, vidéki rokokó stílusban. Fő megrendelői az egri püspök és a kanonokok voltak. A nagyobb képek mellett festett számos kis kis ájtatos képet, pergamen miniatűrt is a rend szükségleteinek kielégítésére.

### Egerben
- 1752-től címertáblákat festett az irgalmas rendi kórház huszonnégy ágyára;
- harminckilenc festett fatáblából álló, lambériába foglalt újtestamentumi képciklussal díszítette a rendház ebédlőjét (ezek közül a legismertebb a Rubens műve alapján festett „Noli me tangere”[1] háttérben a püspök felsőtárkányi nyaralókastélyának képével (Eger, Markhot Ferenc Kórház);
- ugyancsak a kórházban az ablaktáblák képeit festette meg 1756 körül (Mária Magdolna, Szent Ágoston, Szent Jeromos, Xavéri Szent Ferenc);
- a kórház íves falmezőiben istenes szent János halálát és a lábmosás jelenetét festette meg 1758–60 körül.
- arcképek az irgalmas rendházból:
  - Erdődy Gábor püspök, 1753, (letét, Egri Képtár),
  - Barkóczy Ferenc püspök, 1753 (letét, Egri Képtár),
- Szent Peregrinus, szervita templom, 1754;
- ferences templom 1755–56, mellékoltárképek:
  - Assisi Szent Ferenc,
  - Szent Antal.
- Felnémet, plébániatemplom: Xaveri szent Ferenc halála;
- a papi szemináriumban: Mária neveltetése
- a kispréposti palotában:
  - az emeleti díszterem szupraport-falképei (csendéletek és a négy világrész Mária Terézia képmásával, 1758),
  - Nabukodonozor király: a kandalló fölött az egyik szobában.

### Egyéb helyeken
- Felsőtárkány: Krisztus a kereszten (meditációs kép)
- Erdőtelek, plébániatemplom főoltárképe: Mária látogatása,
- Tata, A szent család Joachimmal és szent Annával (Kuny Domokos Múzeum; kölcsön: Magyar Nemzeti Galéria)
- 1755 körül kifestette az egész verpeléti templomot, de ezek a művei nem maradtak fenn.

### Képek
- Noli me tangere
- Istenes Szent János hódol a Madonna előtt — oltárkép, 1760, (Dobó István Vármúzeum)